# Parafia Najświętszej Maryi Panny Królowej Polski w Polańczyku
Parafia Najświętszej Maryi Panny Królowej Polski w Polańczyku – parafia rzymskokatolicka znajdująca się w archidiecezji przemyskiej w dekanacie Solina. Parafia jest siedzibą dekanatu Solina.

## Historia
W 1909 roku staraniem Cieślińskich zbudowano w Polańczyku mała kaplicę dworską pw. Najświętszej Maryi Panny Królowej Polski, w której odprawiano msze święte raz w miesiącu. 
W 1948 roku dekretem bpa Franciszka Bardy została erygowana ekspozytura, z wydzielonego terytorium parafii Wołkowyja i parafii Hoczew. Gdy kaplica dworska okazała się za mała, przejęto i zaadaptowano na kościół parafialny dawną cerkiew, który poświęcono pw. Najświętszej Maryi Panny Królowej Polski.
W 1949 roku do kościoła sprowadzono z Łopienki cudowny Obraz Matki Bożej Pięknej Miłości. 11 września 1999 roku odbyła się koronacja Cudownego Obrazu, a kościół dekretem abpa Józefa Michalika otrzymał tytuł Sanktuarium Matki Bożej Pięknej Miłości.
W 2007 roku na potrzeby sanktuarium dokonano rozbudowy kościoła. W maju 2007 roku poświęcono miejscowe źródełko. W 2011 roku przy ul. Zdrojowej zbudowano kaplicę sanatoryjną pw. Podwyższenia Krzyża Świętego.
Na terenie parafii jest 635 wiernych.
Proboszczowie parafii:
1948–1970. ks. prał. Franciszek Stopa (ekspozyt).
1970–2000. ks. kan. Wiktor Obrocki.
2000– nadal ks. prał. Wojciech Szlachta.

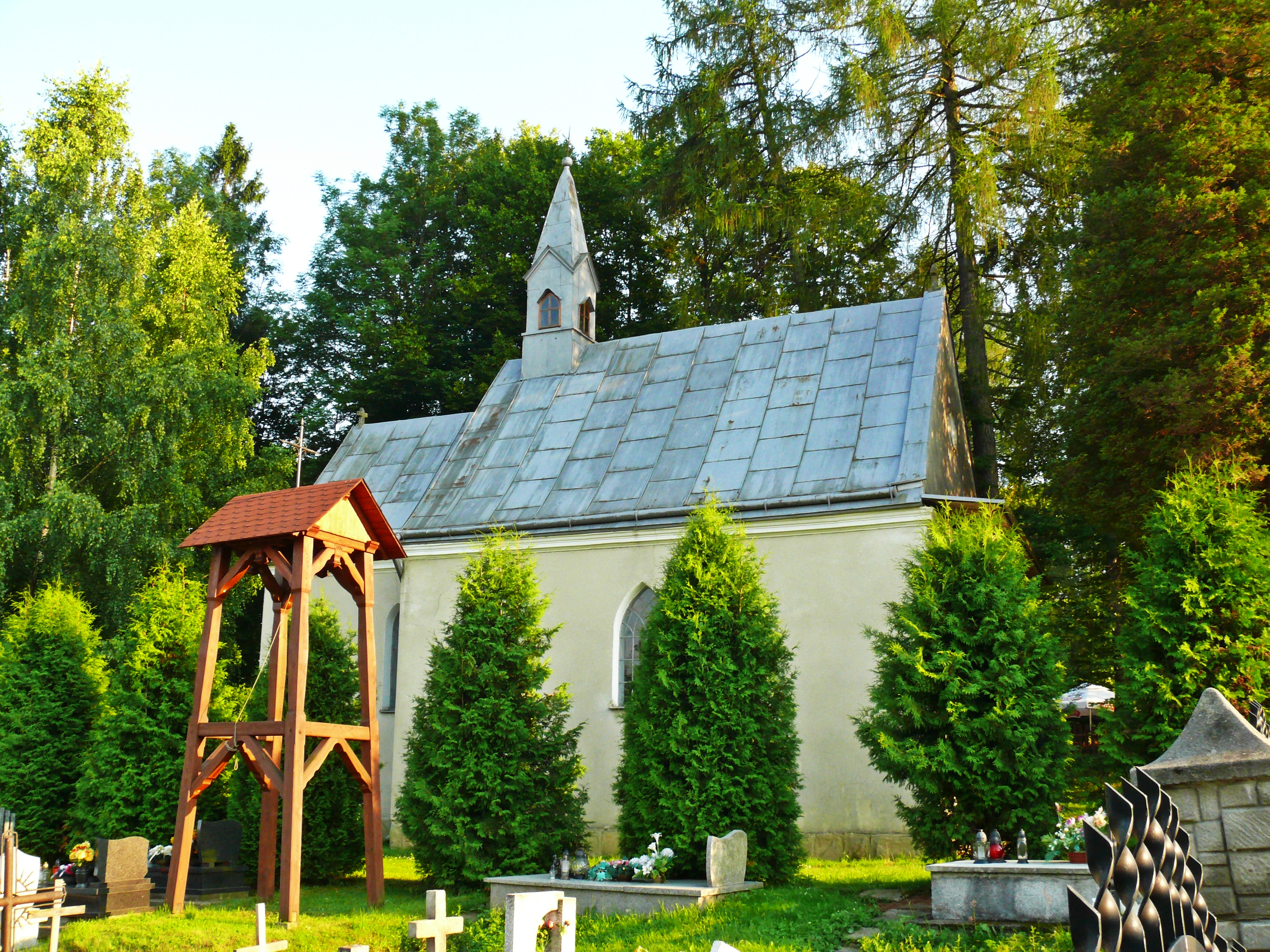
Kaplica dworska z 1909 roku, obecnie kaplica pogrzebowa na cmentarzu
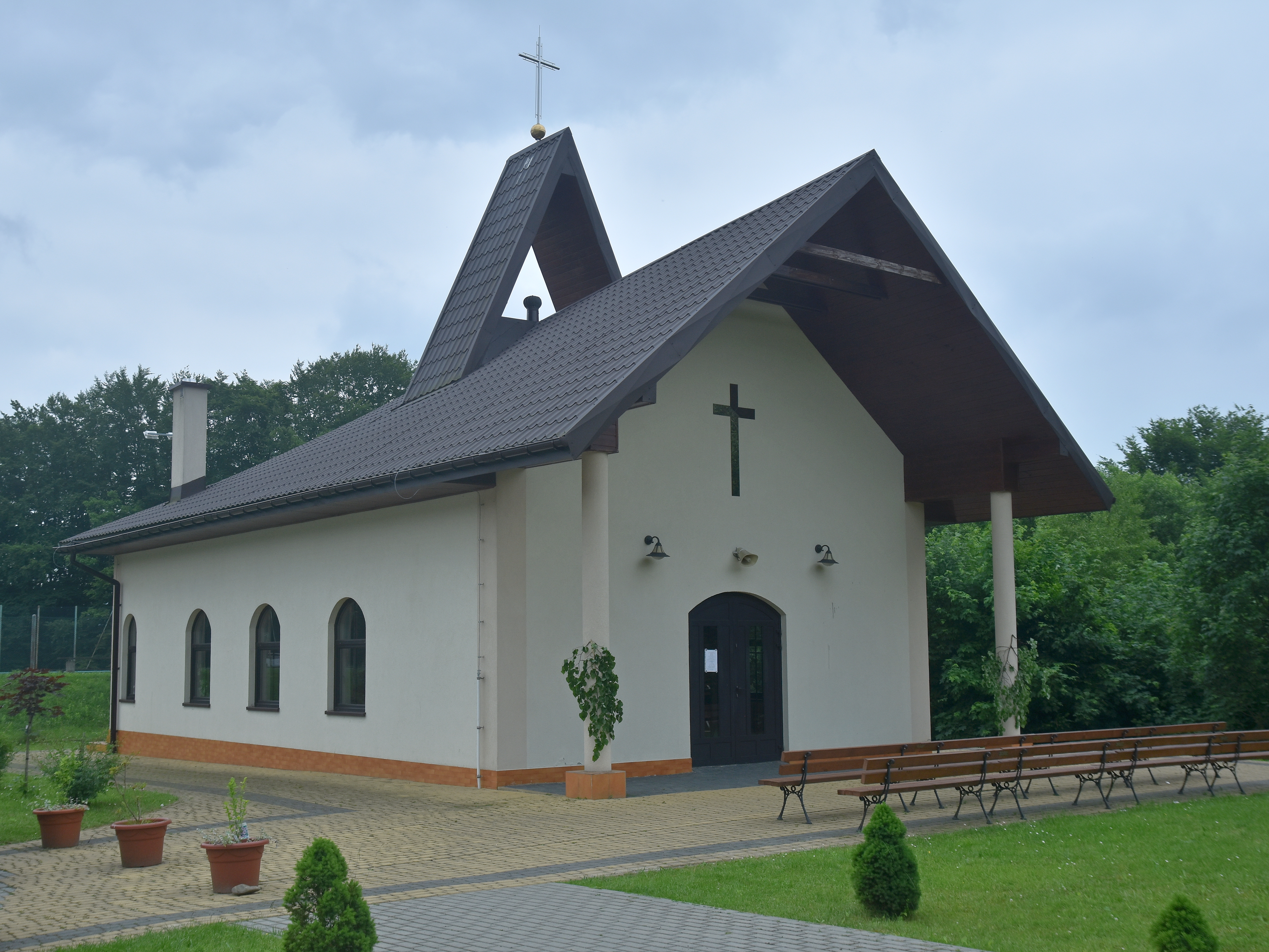
Kaplica Sanatoryjna